# آرون سانشيز (طاهي)
آرون سانشيز (بالإنجليزية: Aarón Sanchez)‏ هو طاهي أمريكي، ولد في 12 فبراير 1976 في ولاية شيواوا في المكسيك.